# Hauptstrasse 24
Die Hauptstrasse 24 ist eine Hauptstrasse in der Schweiz. Sie verbindet Frick im Kanton Aargau über den Staffeleggpass und durch Aarau mit Sursee im Kanton Luzern.

## Verlauf
Die Strasse beginnt in Frick am Kreisel zur Hauptstrasse 3 und führt danach durch das Staffeleggtal über die Staffelegg nach Aarau. Am Ostrand von Küttigen führt sie als «Staffeleggzubringer» durch den Horentaltunnel und über die Aare und überquert danach in Aarau die Suhre. Im Aarauer Quartier Telli trifft sie mit der Hauptstrasse 5 zusammen, mit welcher sie auf zwei Routen die Stadt Aarau durchquert: Der nördliche Ast verläuft auf der Aaretalstrasse und der Bahnhofstrasse zum Aargauerplatz; der südliche liegt auf der Industriestrasse bis zum Kreisel «Gais», an dem die Hauptstrasse 23 abzweigt, und auf der Hinteren Bahnhofstrasse. Auf der Entfelderstrasse verlässt die Hauptstrasse 24 die Stadt Aarau in südlicher Richtung.
Sie durchquert als «Suhrentalstrasse» die Gemeinden Unterentfelden, Oberentfelden, Schöftland, Kirchleerau und Moosleerau und erreicht beim Weiler «Marchstein» den Kanton Luzern. Durch Triengen führt sie nach Sursee, wo sie in die Hauptstrasse 23 mündet, die von Aarau aus über Beromünster Sursee erreicht.
Die Gesamtlänge der Hauptstrasse 24 beträgt rund 43 Kilometer. Sie ist zweispurig ausgebaut.
Die Strecke von Frick bis Moosleerau besteht im Aargauer Strassensystem aus den Kantonsstrassen K107, K110, K209 und K108. Der Abschnitt Triengen-Sursee ist die Luzerner Kantonsstrasse Nr. 14.

## Geschichte
Die Staffeleggstrasse zwischen Aarau und Frick wurde von 1807 bis 1811 gebaut. Sie war die erste vom neugegründeten Kanton Aargau selbst gebaute Verbindungsstrasse und diente dem Verkehr zwischen der Hauptstadt des jungen Kantons mit dem vormals österreichischen Fricktal.